# Acacia lycopodifolia
Acacia lycopodifolia é uma espécie de leguminosa do gênero Acacia, pertencente à família Fabaceae.